# Scriba
Scriba – miasto w Stanach Zjednoczonych, w stanie Nowy Jork, w hrabstwie Oswego.